# Acciughe ripiene
Le acciughe ripiene o, in lingua ligure, ancioe pinne, sono un secondo piatto tipico della Liguria. Si tratta di filetti di acciuga accostati tra loro con, all'interno, un ripieno a base di verdura. La composizione del ripieno può variare in base alla disponibilità stagionale e alle tradizioni locali; possono essere cotte al forno oppure fritte, in genere dopo essere state impanate o infarinate. Come varie altre ricette a base di acciughe l'ingrediente principale può essere costituito anche dalle sarde.

## Origine
Il piatto è uno dei più tradizionali della cucina popolare ligure. Utilizzando ingredienti economici e molto diffusi era infatti alla portata anche dei meno abbienti ed è quindi considerato un esempio di cucina povera. Nella sua preparazione possono tra l'altro essere utilizzati il pane raffermo e gli avanzi delle verdure presenti in cucina, alimenti di risulta che rischierebbero di venire sprecati.

## Ingredienti
I principali ingredienti delle acciughe ripiene sono:
- acciughe,
- bietole, spinaci o lattuga,
- mollica di pane ammollata nel latte,
- Parmigiano o Grana grattugiato,
- aglio,
- prezzemolo,
- olio extravergine di oliva,
- uova,
- sale,
- pangrattato per l'eventuale impanatura.

## Preparazione
Si aprono a libro le acciughe (o le sarde) dopo averle pulite e private della testa e della lisca centrale. Possibilmente la coda va invece conservata.
A parte si lessa lievemente la verdura strizzandola poi per eliminare il liquido in eccesso. Su un tagliere si trita la verdura con un po' di aglio, il prezzemolo ed eventualmente con qualche acciuga. In una terrina si unisce questo trito ad un po' di mollica di pane ammollita del latte, un filo d'olio, uova e formaggio grattugiato. Si possono eventualmente utilizzare anche origano e/o di maggiorana oppure ancora capperi finemente tritati. Si mescola poi accuratamente il tutto; in alternativa per amalgamare il ripieno può essere utilizzato il frullatore a immersione.
Il ripieno, dopo essere stato salato e pepato, viene quindi distribuito sulla faccia interna di metà delle acciughe (o delle sarde), disposte in piano su un asse o sul tavolo.
L'altra metà delle acciughe serve a ricoprire il ripieno, sempre tenendo la pelle dell'acciuga verso l'esterno. Il tutto può essere impanato e fritto da entrambi i lati in abbondante olio oppure cotto al forno, specie se si desidera un piatto più leggero.

## Consumo
Dopo essere state fritte le acciughe ripiene vengono in genere private dell'olio in eccesso facendole riposare brevemente su uno strato di carta da cucina. Vanno poi portate in tavola su un piatto possibilmente riscaldato.. Possono però anche essere consumate a temperatura ambiente, in questo caso spesso come antipasto.

## Abbinamenti
Per accompagnare le acciughe ripiene vengono in genere consigliati i tradizionali bianchi liguri oppure vini anche di altre provenienze ma comunque leggeri e non troppo profumati, come ad esempio il trebbiano di Romagna.